# Unge øjne
Unge øjne er debutalbummet fra den danske sangerinde Cisilia. Albummet udkom den 16. maj 2015 Spotify og generelt den 18. maj. "Ring den alarm" udkom som første single den 18. august 2014. Albummets anden single "Vi to datid nu", som udkom den 1. december 2014, har modtaget platin for streaming. "Luftballon" blev udsendt som albummets tredje single den 16. april 2015, og har modtaget guld for streaming.
Ved Danish Music Awards 2015 vandt Cisilia i kategorierne Årets danske hit ("Vi to datid nu") og Årets nye danske navn, hvilket gør hende til den yngste DMA-vinder nogensinde.
I december 2015 modtog albummet guld for 10.000 solgte eksemplarer.

## Spor
| #   | Titel               | Sangskriver(e)                                                                                               | Producer(e)        | Længde |
| --- | ------------------- | --- | ------------------ | ------ |
| 1.  | "Rasta Barbie"      | Engelina Andrina, Michael Pærremand, Mass Ebdrup                                                             | Pærremand          | 3:10   |
| 2.  | "Unge øjne"         | Andrina, Thomas Stengaard, Jules Wolfson, Ebdrup                                                             | Wolfson, Stengaard | 3:31   |
| 3.  | "Luftballon"        | Andrina, Wolfson, Stengaard, Graham Marsh, Donna Cadogan, Adil Nadri, Thomas Leholt, Ebdrup, Clemens Telling | Wolfson, Stengaard | 2:36   |
| 4.  | "Ring den alarm"    | Andrina, Marsh, Telling                                                                                      | Wolfson, Marsh     | 3:08   |
| 5.  | "DNA"               | Andrina, Stengaard, Wolfson, Ebdrup                                                                          | Wolfson, Stengaard | 3:34   |
| 6.  | "Skru op den bas"   | Andrina, Stengaard, Wolfson, Ebdrup                                                                          | Wolfson, Stengaard | 2:45   |
| 7.  | "Vi to datid nu"    | Andrina, Stengaard, Wolfson, Ebdrup                                                                          | Wolfson, Stengaard | 2:32   |
| 8.  | "Kostbar"           | Andrina, Pærremand, Ebdrup                                                                                   | Pærremand          | 3:02   |
| 9.  | "Rejs d'op og dans" | Andrina, Wolfson, Casper Østergaard, Cisilia Ismalova, Ebdrup                                                | Wolfson, Jay Adams | 4:06   |
| 10. | "Det du siger"      | Andrina, Wolfson, Mikkel Holtoug, Ebdrup                                                                     | Wolfson            | 2:49   |
| 11. | "Nordlys"           | Andrina, Wolfson                                                                                             | Wolfson            | 2:49   |

## Hitlister
| Hitliste (2015)        | Højeste placering |
| ---------------------- | ----------------- |
| Danmark (Album Top-40) | 1                 |

| Hitliste (2015) | Placering |
| --------------- | --------- |
| Danmark         | 22        |

| Land (Organisation) | Certificering |
| ------------------- | ------------- |
| Danmark (IFPI)      | Guld          |